# Euseius fructicolus
Euseius fructicolus är en spindeldjursart som först beskrevs av Gonzalez och Schuster 1962.  Euseius fructicolus ingår i släktet Euseius och familjen Phytoseiidae. Inga underarter finns listade i Catalogue of Life.